# Embu das Artes
Embu das Artes, ou simplesmente Embu, é um município da Região Metropolitana de São Paulo, na Microrregião de Itapecerica da Serra, no estado de São Paulo, no Brasil. Localiza-se na Zona Sudoeste da Grande São Paulo, em conformidade com a lei estadual nº 1.139, de 16 de junho de 2011 e, consequentemente, com o Plano de Desenvolvimento Urbano Integrado da Região Metropolitana de São Paulo (PDUI). Sua população é de 250 720 habitantes (IBGE 2022). A sua área é de 70,398 km². É considerado, oficialmente, uma estância turística.
Sua história curiosa lhe trouxe uma especialização contemporânea imprevista: ser uma cidade especialmente vocacionada para acolher artistas. Isto aporta dividendos turísticos à cidade. Por causa disso, em 2011, a denominação oficial da cidade foi alterada de Embu para "Embu das Artes".

## Topônimo
Conforme Eduardo Navarro em seu Dicionário de Tupi Antigo (2013), "Embu" é uma corruptela do nome da aldeia jesuítica que deu origem à cidade: Mboy. Há duas possíveis etimologias para o topônimo Mboy:
- é um termo oriundo do tupi antigo mboî'y ("rio das cobras", a partir da junção dos termos mboîa, "cobra" e  'y , "rio")[9][10][11]
- se origina do termo tupi antigo mboîa ("cobras").[9]

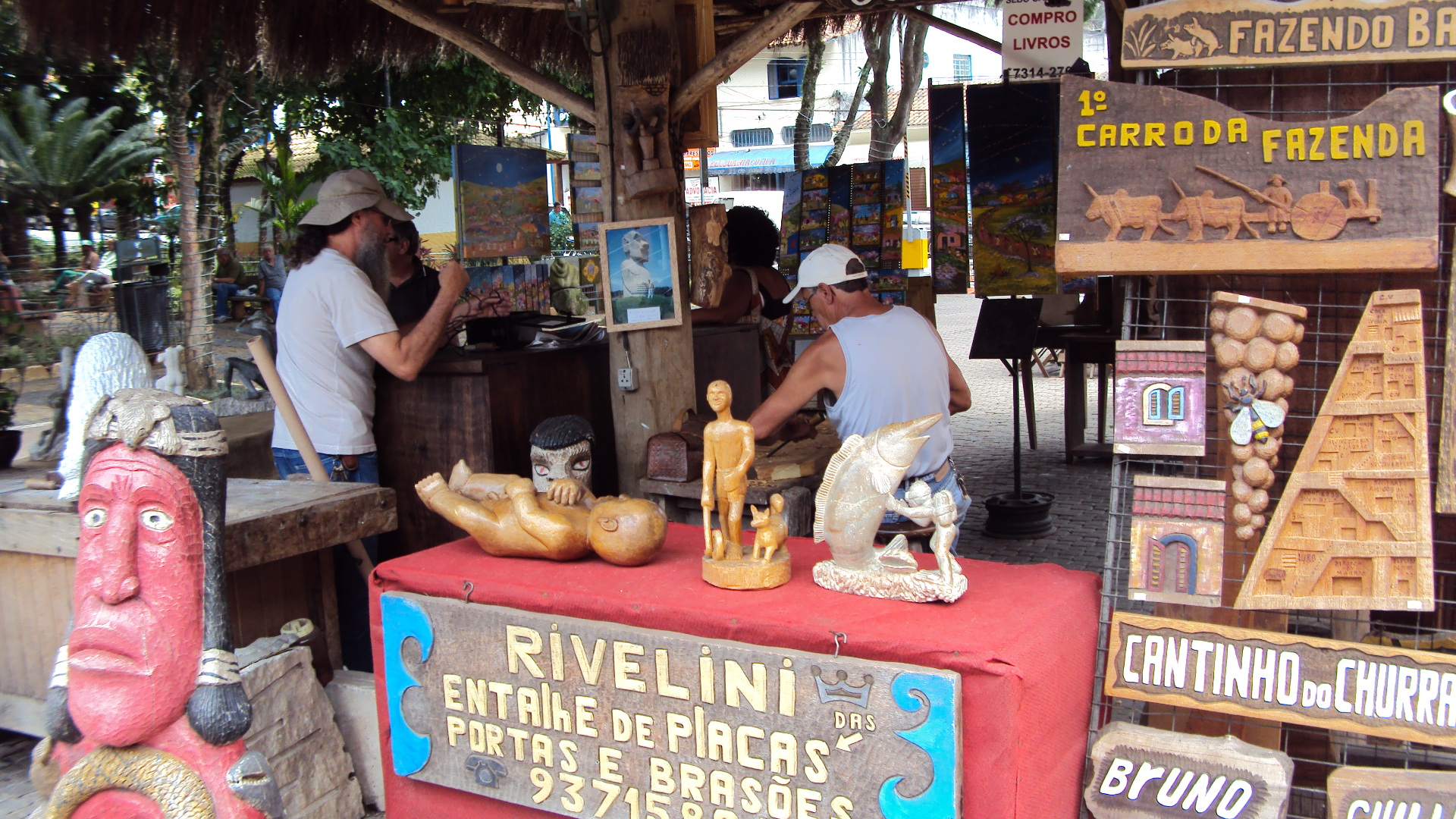
Artesãos de Embu confeccionando seus produtos na praça central da cidade

## Estância Turística
Embu das Artes é um dos 29 municípios paulistas considerados estâncias turísticas pelo Estado de São Paulo, por cumprirem determinados pré-requisitos definidos por lei estadual. Tal status garante a esses municípios uma verba maior por parte do estado para a promoção do turismo regional. Também, o município adquire o direito de agregar junto a seu nome o título de estância turística, termo pelo qual passa a ser designado tanto pelo expediente municipal oficial quanto pelas referências estaduais.

## História
A região do município de Embu das Artes era originalmente habitada por povos indígenas das etnias tupiniquins e guaranis e o surgimento da cidade está intimamente ligado à catequese indígena.
Na segunda metade do século XVII, sítios começaram a se formar na região do município, com plantações de mandioca, legumes e algodão.
Em 1607, Fernão Dias Paes Leme (tio do bandeirante Fernão Dias, o "caçador de esmeraldas"), Pero Dias e Braz Esteves adquirem sesmarias na região do município. Em 24 de janeiro de 1624, Fernão e sua esposa, Catarina Camacho, doam terras para a Companhia de Jesus.
Por volta de 1690, o jesuíta Belchior de Pontes transfere a missão de Mboy, até então fixada onde anteriormente existiu a fazenda de Fernão Dias, para o local que hoje é a sede do município e inicia a construção da Igreja de Nossa Senhora do Rosário, a velha matriz. O Padre Belchior faleceu em 1719 e seu substituto no aldeamento, Domingos Machado, ordena a construção da residência anexa dos religiosos, concluída por volta de 1740.
Em 1759, o Marquês de Pombal, ministro do Reino de Portugal com grande influência na corte de D. José I, ordenou a expulsão de todos os jesuítas de Portugal e seus domínios, incluindo a América Portuguesa. Com isso, o aldeamento de M´Boy entra em declínio e os indígenas que ali habitavam acabaram o deixando ou se misturando com os não-indígenas que viviam no povoado e nas cercanias. Essa miscigenação entre os indígenas dos aldeamentos e os colonos portugueses daria origem à etnia Caipira, cujas manifestações culturais, como a Festa de Santa Cruz, permanecem até hoje no município.
A vila, sede do antigo aldeamento, tinha uma economia agrícola, com lavradores e fabricantes de cachaça, e os produtos eram vendidos em São Paulo, sobretudo na região de Pinheiros. O desenvolvimento era lento, pelas dificuldades de comunicação e transportes. Entre o final do século XIX e a década de 1940, os carros de bois eram o principal meio de transporte.
Em 1880 foi criado, dentro da Vila de Itapecerica, o distrito de M'Boy.
No final do século XIX, a Diocese de São Paulo contrata o engenheiro Henrique Bocolini, responsável pelas primeiras obras de restauração da Igreja de Nossa Senhora do Rosário. Nesta época e no início do século XX, a cafeicultura, principal fonte econômica do Brasil e praticada em todo o Estado de São Paulo, não pôde ser praticada em M'Boy, pois suas terras não seriam adequadas para essa cultura.
Nas décadas de 1920 e 1930, as olarias de M'Boy contribuíram muito para a produção de tijolos para o crescente distrito e também para a cidade de São Paulo, em pleno crescimento. Nesta época, chegam no distrito os primeiros imigrantes japoneses, hoje numerosa em Embu.
Em 1938, o distrito de M'Boi teve sua denominação alterada para "Embu", uma corruptela do antigo nome do distrito. Anos mais tarde, surge o movimento emancipacionista.
Em 18 de fevereiro de 1959, a Lei Estadual n° 5285 eleva o distrito de Embu à categoria de município, desmembrado de Itapecerica da Serra. O município foi instalado em 1° de janeiro do ano seguinte.
A cidade começa a ganhar destaque na década de 1960, quando vários artistas, entre pintores, escultores, músicos e cantores, acabam encontrando no município de Embu o local perfeito para praticar sua arte. Dentre os principais artistas desse período estão: Cássio M'Boy, professor de vários artistas e conhecido de membros da Semana de Arte Moderna de 1922; Tadakiyo Sakai, escultor e ceramista e discípulo de Cássio; Solano Trindade, fez produção artística da cultura afro-brasileira e introduziu a tradição dos orixás; Assis do Embu e Ana Moysés. A arte embuense ganha destaque em 1964, com o Primeiro Salão das Artes. O local, graças a seu ambiente bucólico, foi frequentado por diversos artistas modernistas, como a Anita Malfatti, que levava seus alunos para estudos em meio às casas da antiga vila.
No final do anos 1960, outros artistas e hippies se fixam em Embu. Seus trabalhos eram expostos nos finais de semana, originando a Feira de Artes de Embu das Artes, que ocorre todos os fins de semana desde 1969 e é um motor turístico da cidade.

### Mudança de nome
Em 23 de outubro de 2009, o Prefeito de Embu, Chico Brito, deu início ao processo para que o município fosse, oficialmente, chamado de "Embu das Artes". Em 25 de novembro, o prefeito e o vice deram início ao ato a favor da realização de um plebiscito para a coleta de assinaturas.
Para que fosse acrescentado ao nome do município a denominação "das Artes", foi necessário a realização de um plebiscito em que pelo menos um por cento dos eleitores do município deveriam participar. O plebiscito foi anexado a um projeto de lei que foi enviado pelos poderes executivo e legislativo embuense para sanção do prefeito. Em seguida, o documento foi protocolado no Tribunal Regional Eleitoral, que convocou uma eleição para mudança do nome.
Segundo o prefeito, a oficialização do município para "Estância Turística de Embu das Artes" foi para que a cidade tivesse sua identidade e que não fosse mais confundida com Embu-Guaçu.
As três primeiras assinaturas do abaixo-assinado foram do prefeito Chico Brito, de Annis Neme Bassith, um dos líderes do processo de emancipação do município, e do Presidente da Câmara Municipal Silvino Bomfim. O prefeito declarou:
Isso é um desejo da população e dos vereadores. Dificilmente você vai encontrar alguém contra.— Chico Brito
O abaixo-assinado passou por toda a cidade através da campanha "Embu das Artes - Todo Mundo Quer", lançada pela prefeitura.
O plebiscito ocorreu em 1 de maio de 2011 e 66,48% dos eleitores optaram pela nova denominação.
Em 6 de setembro de 2011, o então Governador de São Paulo, Geraldo Alckmin sancionou a Lei Estadual 14.537/11, que, oficialmente, passou a denominar o município como "Embu das Artes".

## Geografia
Situado no oeste da Grande São Paulo, o município tem os seguintes limites: a sudoeste, oeste e norte, com Cotia; a noroeste, Taboão da Serra; a sul, com o  Itapecerica da Serra e o bairro paulistano de Capão Redondo.

### Hidrografia
O sistema hidrográfico de Embu é dividida em áreas de três bacias principais, todas afluentes do Rio Tietê:
- Sub-bacia do Rio Embu-Mirim (40,80 km²);
- Sub-bacia do Rio Cotia (16,70 km²);
- Sub-bacia do Rio Pirajuçara (12,50 km²).

Estima-se que 59% do território encontra-se sob área de proteção aos mananciais, sendo o Rio Embu-Mirim (trata-se de uma extensão do Rio M'Boi Mirim) um dos principais contribuintes da Represa Guarapiranga.

### Clima
O clima é tipo C, segundo a Classificação de Köppen, subtropical ou mesotérmico de latitudes médias e com grande quantidade de chuvas no verão. A região possui altitude média, juntamente com ilhas de vegetação de Mata Atlântica, que amenizam a temperatura. O índice pluviométrico é de aproximadamente 1 530 milímetros por ano e a temperatura média anual gira em torno dos 18 °C, e.
| Dados climatológicos para Embu das Artes | Dados climatológicos para Embu das Artes | Dados climatológicos para Embu das Artes | Dados climatológicos para Embu das Artes | Dados climatológicos para Embu das Artes | Dados climatológicos para Embu das Artes | Dados climatológicos para Embu das Artes | Dados climatológicos para Embu das Artes | Dados climatológicos para Embu das Artes | Dados climatológicos para Embu das Artes | Dados climatológicos para Embu das Artes | Dados climatológicos para Embu das Artes | Dados climatológicos para Embu das Artes | Dados climatológicos para Embu das Artes |
| Mês                                      | Jan                                      | Fev                                      | Mar                                      | Abr                                      | Mai                                      | Jun                                      | Jul                                      | Ago                                      | Set                                      | Out                                      | Nov                                      | Dez                                      | Ano                                      |
| ---------------------------------------- | ---------------------------------------- | ---------------------------------------- | ---------------------------------------- | ---------------------------------------- | ---------------------------------------- | ---------------------------------------- | ---------------------------------------- | ---------------------------------------- | ---------------------------------------- | ---------------------------------------- | ---------------------------------------- | ---------------------------------------- | ---------------------------------------- |
| Temperatura máxima média (°C)            | 25,3                                     | 25,3                                     | 24,7                                     | 23                                       | 21                                       | 20,1                                     | 19,7                                     | 20,7                                     | 21,7                                     | 22,4                                     | 23,6                                     | 24,5                                     | 22,7                                     |
| Temperatura média (°C)                   | 20,6                                     | 20,7                                     | 20,1                                     | 18,2                                     | 16                                       | 14,8                                     | 14,2                                     | 15,2                                     | 16,5                                     | 17,6                                     | 18,8                                     | 19,8                                     | 17,7                                     |
| Temperatura mínima média (°C)            | 16                                       | 16,2                                     | 15,5                                     | 13,4                                     | 11,1                                     | 9,6                                      | 8,8                                      | 9,8                                      | 11,3                                     | 12,8                                     | 14,1                                     | 15,1                                     | 12,8                                     |
| Precipitação (mm)                        | 243                                      | 226                                      | 174                                      | 86                                       | 72                                       | 56                                       | 44                                       | 49                                       | 83                                       | 146                                      | 148                                      | 205                                      | 1 532                                    |
| Fonte: Climate-Data.org                  |                                          |                                          |                                          |                                          |                                          |                                          |                                          |                                          |                                          |                                          |                                          |                                          |                                          |

## Demografia

#### População
| Dados gerais           | Valores |
| ---------------------- | ------- |
| População total (2016) | 264.448 |
| Por sexo               |         |
| Masculino              | 125 152 |
| Feminino               | 130 117 |

### Estatísticas
| Dados                                     | Valores  |
| ----------------------------------------- | -------- |
| Densidade demográfica (hab./km²)          | 2 962,38 |
| Mortalidade infantil (Por mil habitantes) | 18,26    |
| Expectativa de vida (Anos)                | 70       |
| Taxa de fecundidade (Filhos por Mulher)   | 2,44     |
| Taxa de alfabetização (Em Porcentagem)    | 92,31    |
| Taxa de natalidade (por mil habitantes)   | 18,60    |

(Fonte: IPEADATA)

### Índice de Desenvolvimento Humano
| Dados                                          | Valores |
| ---------------------------------------------- | ------- |
| Índice de Desenvolvimento Humano (IDH-M)       | 0,772   |
| Índice de Desenvolvimento Humano (Renda)       | 0,691   |
| Índice de Desenvolvimento Humano (Longevidade) | 0,750   |
| Índice de Desenvolvimento Humano (Educação)    | 0,874   |

(Fonte: IPEADATA)

## Infraestrutura

### Abastecimento de água
Segundo a SABESP (Companhia de Saneamento Básico do Estado de São Paulo), o município é abastecido por dois sistemas: o Guarapiranga e o Alto Cotia, este último contribui com o seu subsistema principal, utilizando águas do Rio Cotia, localizado a oeste de Embu.

### Comunicações
O sistema de telefones automáticos foi inaugurado na cidade pela Companhia Telefônica Brasileira (CTB) em 1968. Já o sistema de discagem direta à distância (DDD) foi implantado em 1977 pela Telecomunicações de São Paulo (TELESP) com o código de área (011).

### Transportes
O Embu é servido de redes rodoviárias. A malha prevê as ligações da cidade com a capital e demais municípios da sub-região. Composta por rodovias, vias arteriais urbanas e estradas (municipais/estaduais), tem a principal dentre essas vias a BR116 - Rodovia Régis Bittencourt, cruzando o território municipal de nordeste a sudoeste por uma extensão de 9,2 km.
- Rodovia Régis Bittencourt
- Rodoanel Mário Covas
- Rodovia Prefeito Bentinho

## Patrimônio Histórico-cultural

### Capela de São Lázaro
Sua origem está ligada a uma imagem do santo São Lázaro esculpida em madeira pelo artista Cássio M'Boy nos anos 1920. A imagem atraiu grande número de devotos e, em 1934, foi construída uma capela para abrigá-la. Em 1969, a capela foi restaurada, aproximando-se das linhas da arquitetura jesuítica da igreja do Conjunto Nossa Senhora do Rosário.

### Museu de Arte Sacra
Sua arquitetura apresenta características do estilo barroco paulista e um acervo rico em imagens de anjos, santos e personagens bíblicos, quase todos entalhados em madeira, modelados em terracota ou em armações em roca, produzidas entre os séculos XVII e XIX.
A principal obra do museu é o "Senhor Morto", esculpido em uma tora de madeira, bem como as imagens de Nossa Senhora das Dores e da Santa Ceia, em roca, de autoria do Padre Macaré. As demais obras foram esculpidas pelos jesuítas e índios.
Foi a primeira construção arquitetônica tombada pelo Instituto do Patrimônio Histórico e Artístico Nacional (IPHAN) no Estado de São Paulo em 1938, passando por restauração posterior, pela mesma instituição nos anos de 1939 e 1941. O arquiteto responsável pelo projeto de restauro foi Luís Saia, sendo um arquiteto de destaque para o estudo e compreensão das primeiras intervenções de restauro no Brasil. O edifício também é protegido pelo CONDEPHAAT desde 1974.

### Conjunto Nossa Senhora do Rosário
É formado pela igreja e pela antiga residência dos padres, conjugadas numa mesma edificação. Trata-se de uma das mais importantes construções jesuítas em São Paulo, caracterizadas pela simplicidade das linhas retas.
A igreja começou a ser construída por volta de 1700 pelo Padre Belchior de Pontes. A intenção era a de que ela tivesse capacidade para que os índios e vizinhos pudessem comodamente observar os preceitos a que estavam obrigados, como registrou o Padre Manuel da Fonseca no livro "A Vida do Venerável Padre Belchior de Pontes", diferentemente da antiga capela da fazenda de Catarina Camacho situada não muito longe dali.

### Centro Histórico
No Centro Histórico, encontra-se grande quantidade de galerias de arte, lojas de móveis rústicos e lojas de artesanato, bem como uma grande variedade gastronômica de comida típica brasileira e culinária internacional. No local é possível encontrar diversos monumentos históricos que ajudam a contar um pouquinho da história e cultura da cidade.

### Centro Cultural Mestre Assis do Embu
O Centro Cultural Mestre Assis do Embu oferece ao público, gratuitamente, acesso à arte, cultura e ao conhecimento. Ocupa, hoje, o histórico prédio da prefeitura. Nele, o público tem à disposição três salas para exposições e o auditório Cássio M’Boy, com capacidade para 150 pessoas destinado a palestras, recitais, espetáculos musicais e teatrais.
Instalada em frente ao Centro, fica a tenda Embu das Artes ao Vivo, onde artistas do município montaram uma extensão de seus ateliês, possibilitando ao público acompanhar em tempo real todo o processo criativo de pintores, escultores, ceramistas e forjadores da cidade.

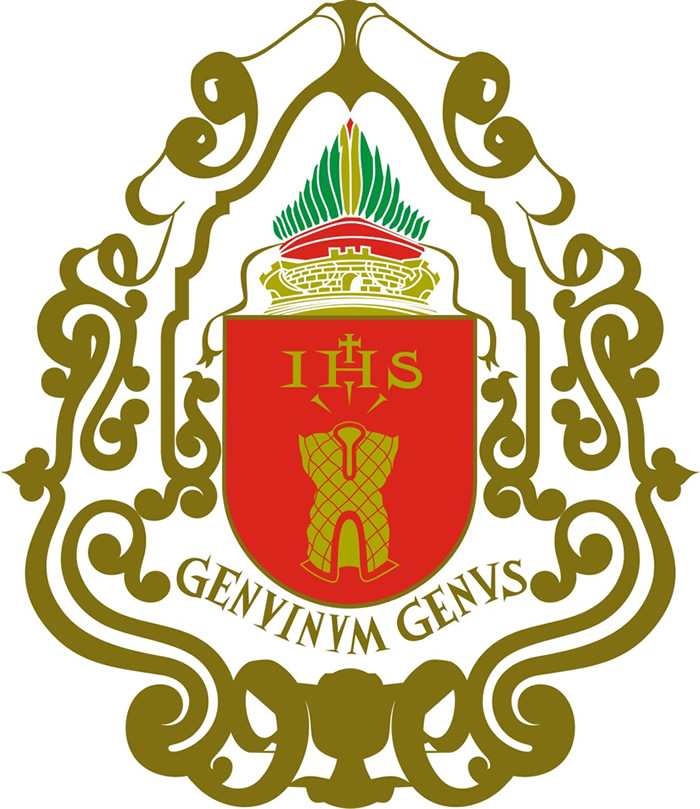
Brasão de armas

## Turismo

### Principais pontos turístico
- Memorial Sakai de Embu
- Parque do Lago Francisco Rizzo
- Cidade das Abelhas
- Feira de Artes e Artesanatos

## Símbolos
O Brasão de armas da cidade de Embu foi instituído em 19 de novembro de 1962, pela lei N°130. Abaixo, estão as características explicadas e justificadas segundo as leis:
- Escudo Português - Apresenta uma ponta arredondada, formato já consagrado pela heráldica de domínio, exalta os primitivos colonos portugueses do Embu.[36]
- Gibão Bandeirante de Ouro - Com o qual partiram de Embu para o ataque aos Jesuítas no sul e, depois, para a exagerada investida contra a corda arbitrária de Tordesilhas, encimados pelo emblema da Companhia de Jesus, IHS, com uma cruz e três cravos, localizado no terço superior do escudo, que corresponde ao pensamento: sede espiritual, que bem merecem os santos da catequese.[36]
- Tudo de Prata - Metal que simboliza a pureza.[36]
- Coroa mural de Ouro de quatro Torres Ameadas e sua Porta cada uma - Distintivo de armas municipais, em metal, e forma já fixados pela heráldica brasileira.[36]
- Timbre - O ponto de honra; acima da própria coroa, representa aquilo que se timbra em ostentar: "Cocar Indígena".[36]
- Cocar Indígena de Penas coloridas ao Natural - Referente aos primitivos aldeamentos de silvícolas: nobre semente do Embu.[36]
- Cartela Colonial do Século XVIII – Elemento inspirado na obra da Igreja de Nossa Senhora do Rosário, servindo para fixar simbolicamente a data da fundação do Embu.[36]
- GENVINVM GENVS – expressão que, traduzida do latim, significa "raça genuína", "estirpe legítima". É uma referência ao clã mameluco formado sob o signo da Fé Cristã (o IHS da Companhia de Jesus).[36]

## Administração

### Poder Executivo
- Prefeito: Hugo do Prado Santos (Republicanos) – (2025/2028);
- Vice-prefeita: Elisabete Alves Carvalho (MDB) – (2025/2028).

### Poder Legislativo
A Câmara Municipal de Embu das Artes é constituída por um presidente, um vice-presidente, três secretários e 16 vereadores, nomeados a seguir:
- Presidente da Câmara: Abel Arantes (PSB) – (2025/2026);
- Vice-Presidente da Câmara: Diego Paixão (PODE);

- 1º Secretário: Índio Silva (Republicanos);
- 2º Secretário: Gideon Santos Júnior (PV);
- 3º Secretário: Abidan Henrique (PSB);

- Betinho Souza (Republicanos);
- Ricardo Almeida (Republicanos);
- Rochinha (Avante);
- Juneca (MDB);
- Dedé (Republicanos);
- Professora Sandra Manente (Republicanos);
- Aline Santos (MDB);
- Bobilel Castilho (MDB);
- Zé do Piscinão (PP);
- Gilson Oliveira (MDB);
- Vanessa da Saúde (UNIÃO);
- Gustavo do Rancho (PSD);

- Leo Novais (PL);
- Alexandre Campos (Avante);
- João Paulo Costa (UNIÃO);
- Uriel Biazin (PT).

## Galeria

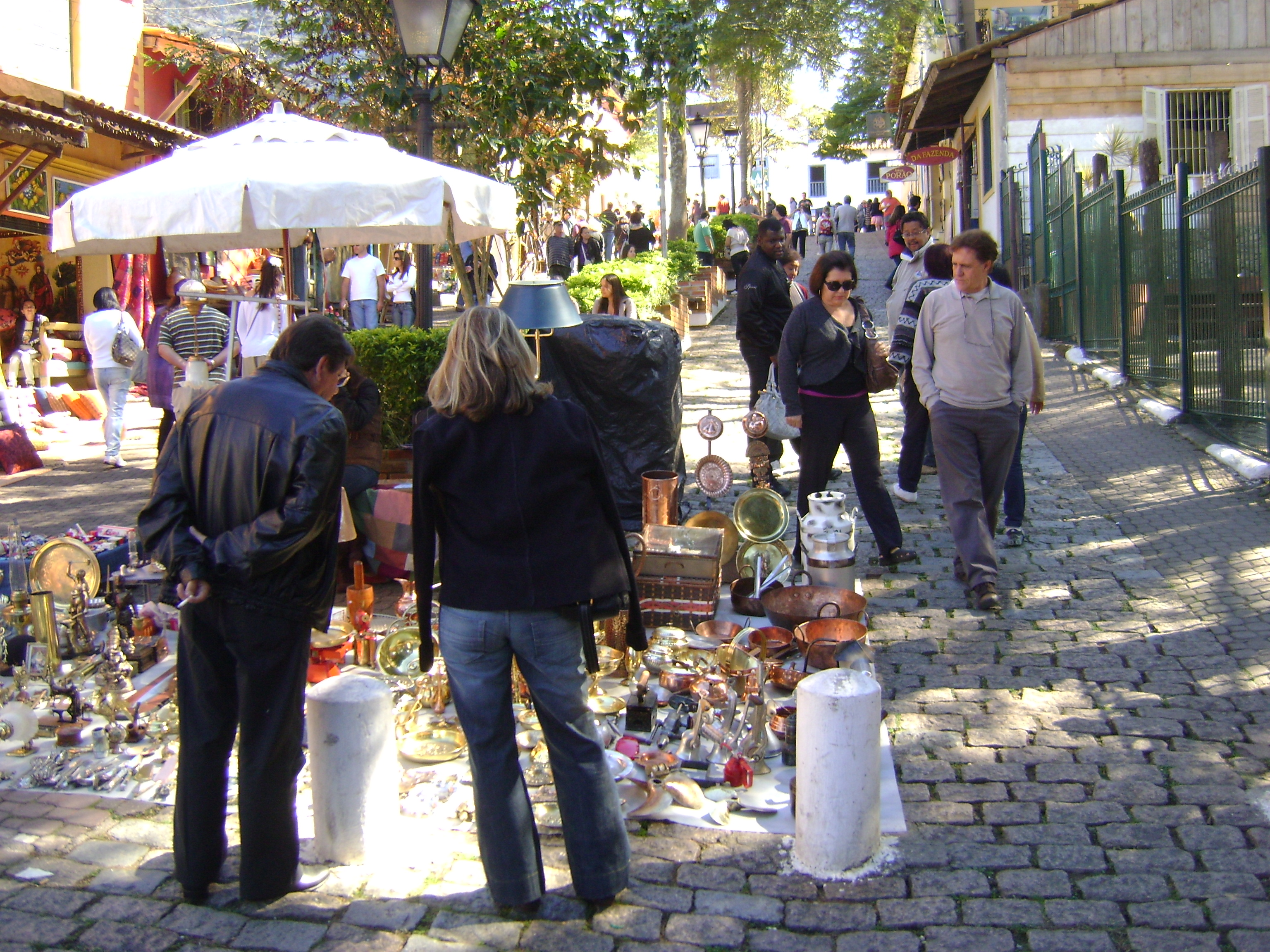
Rua de Embu
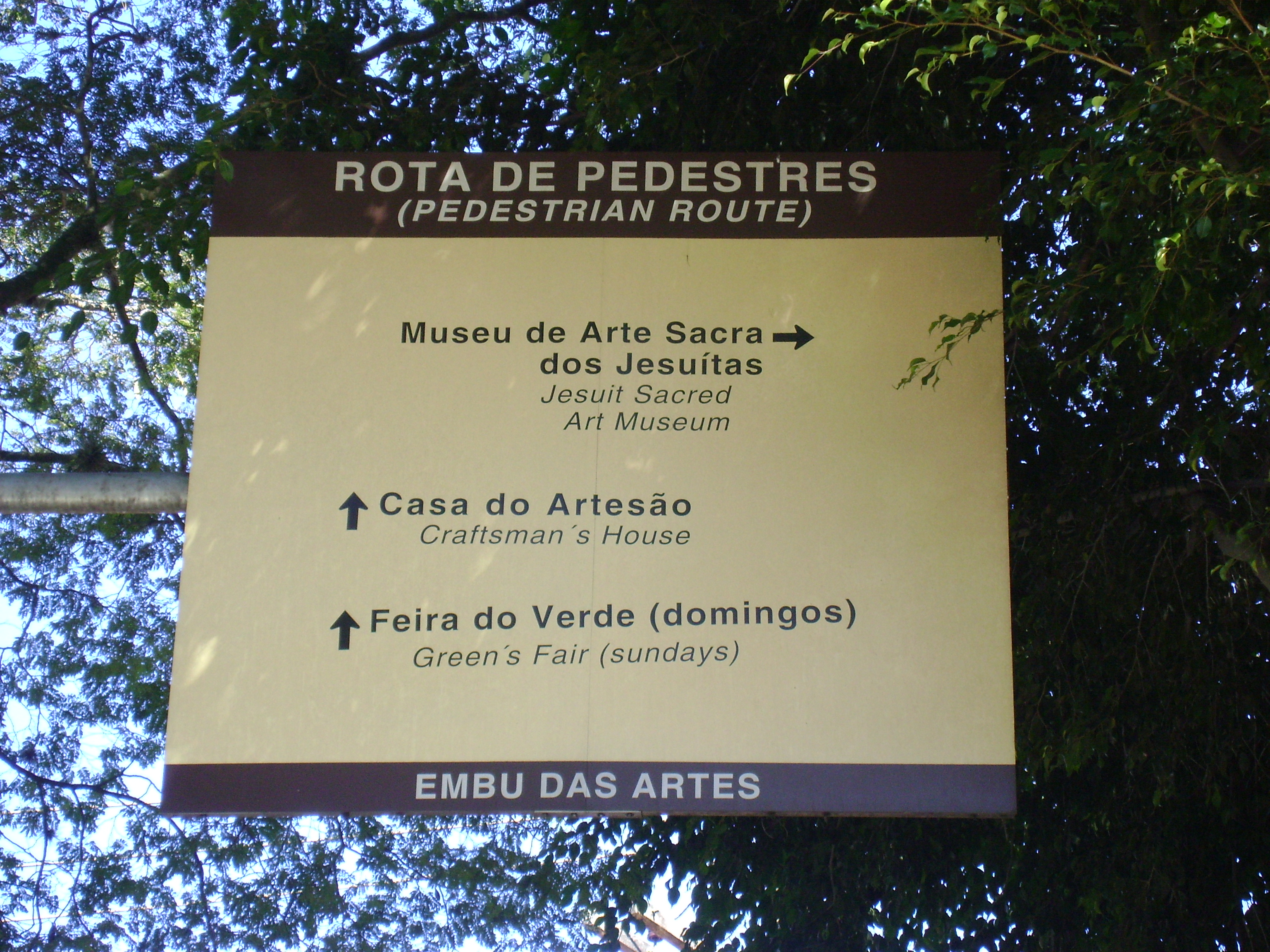
Algumas das atrações de Embu
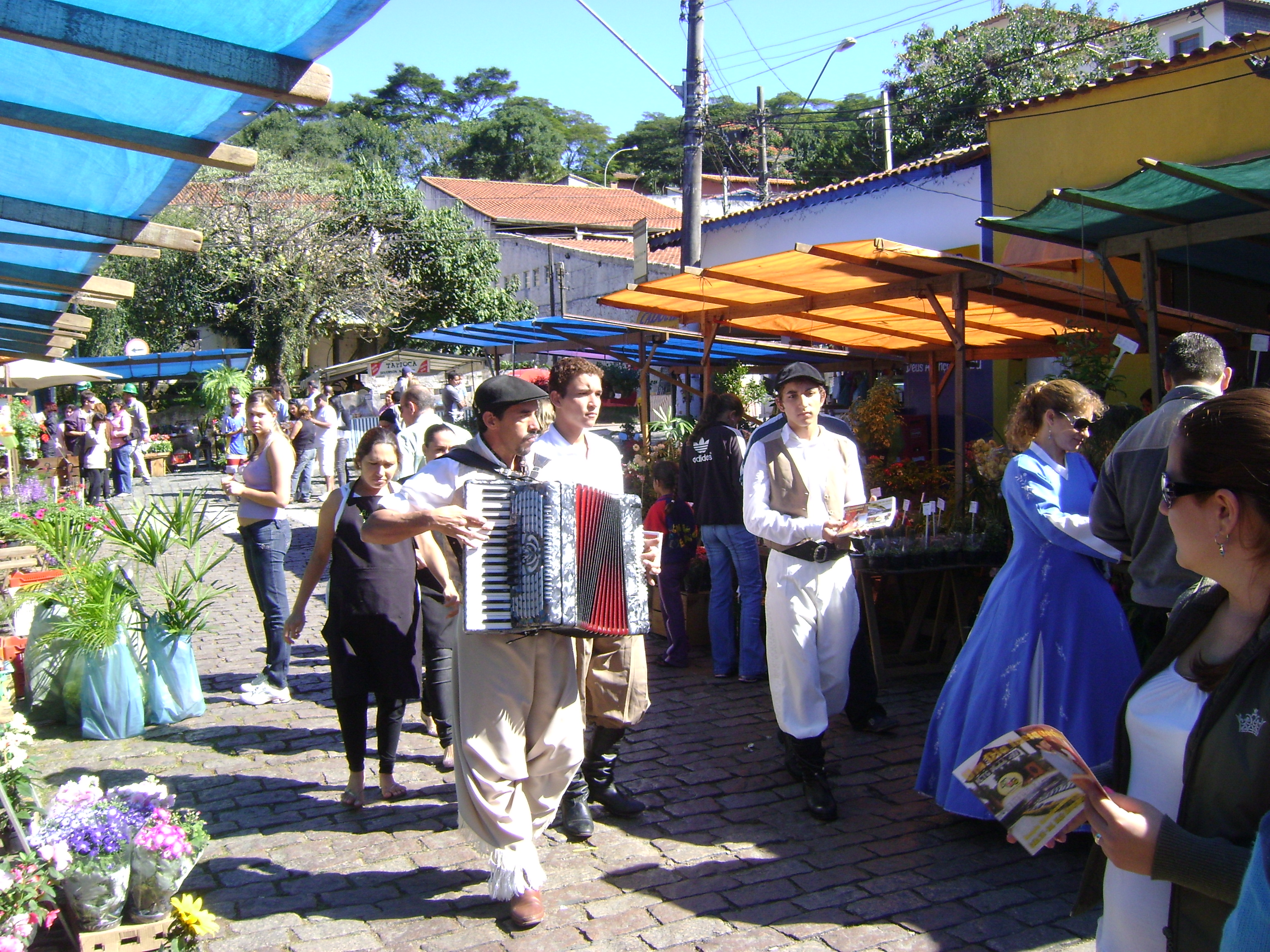
Rua de Embu num final de semana
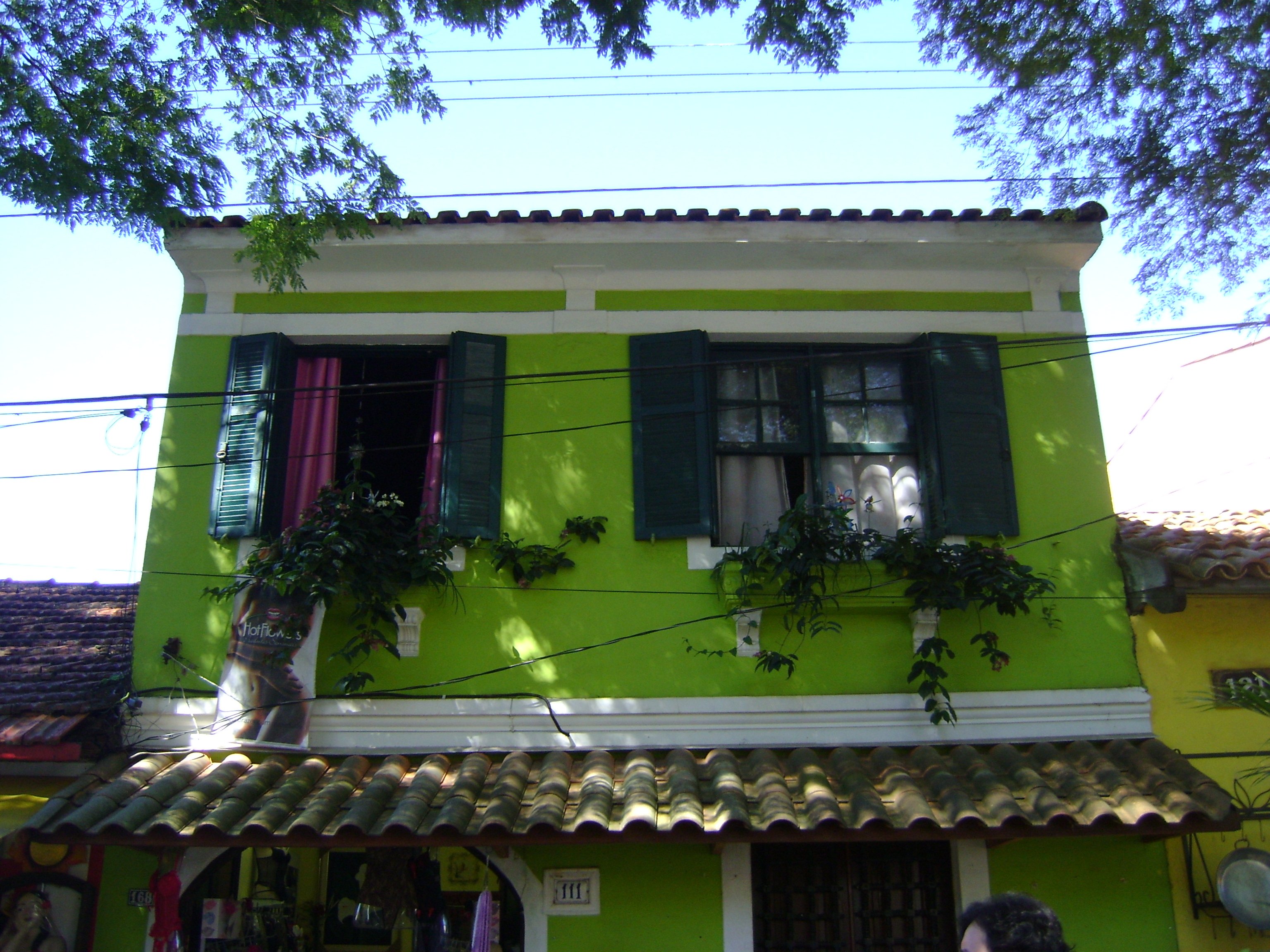
Típica casa de Embu das Artes
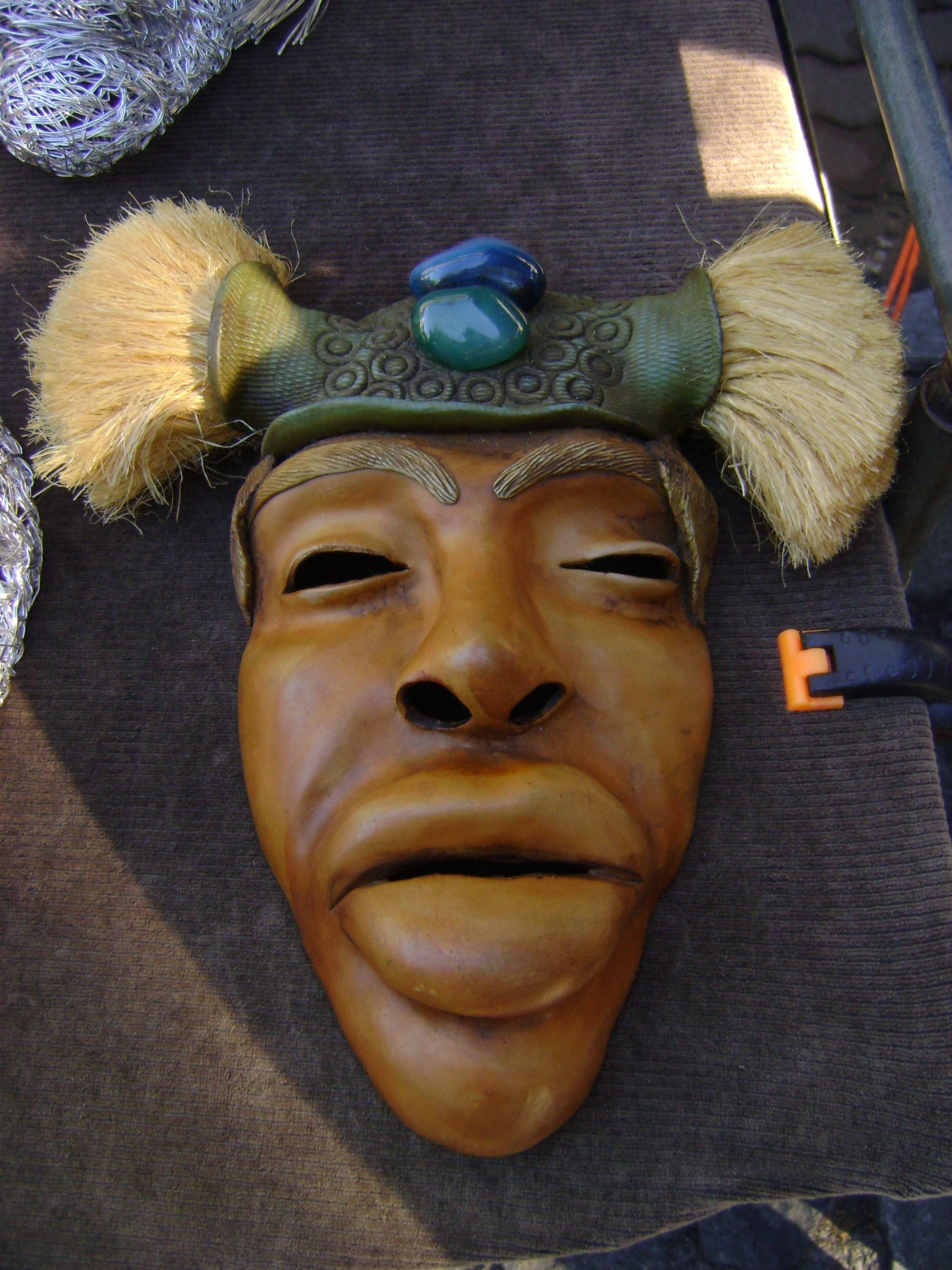
Máscara confeccionada por artesão local
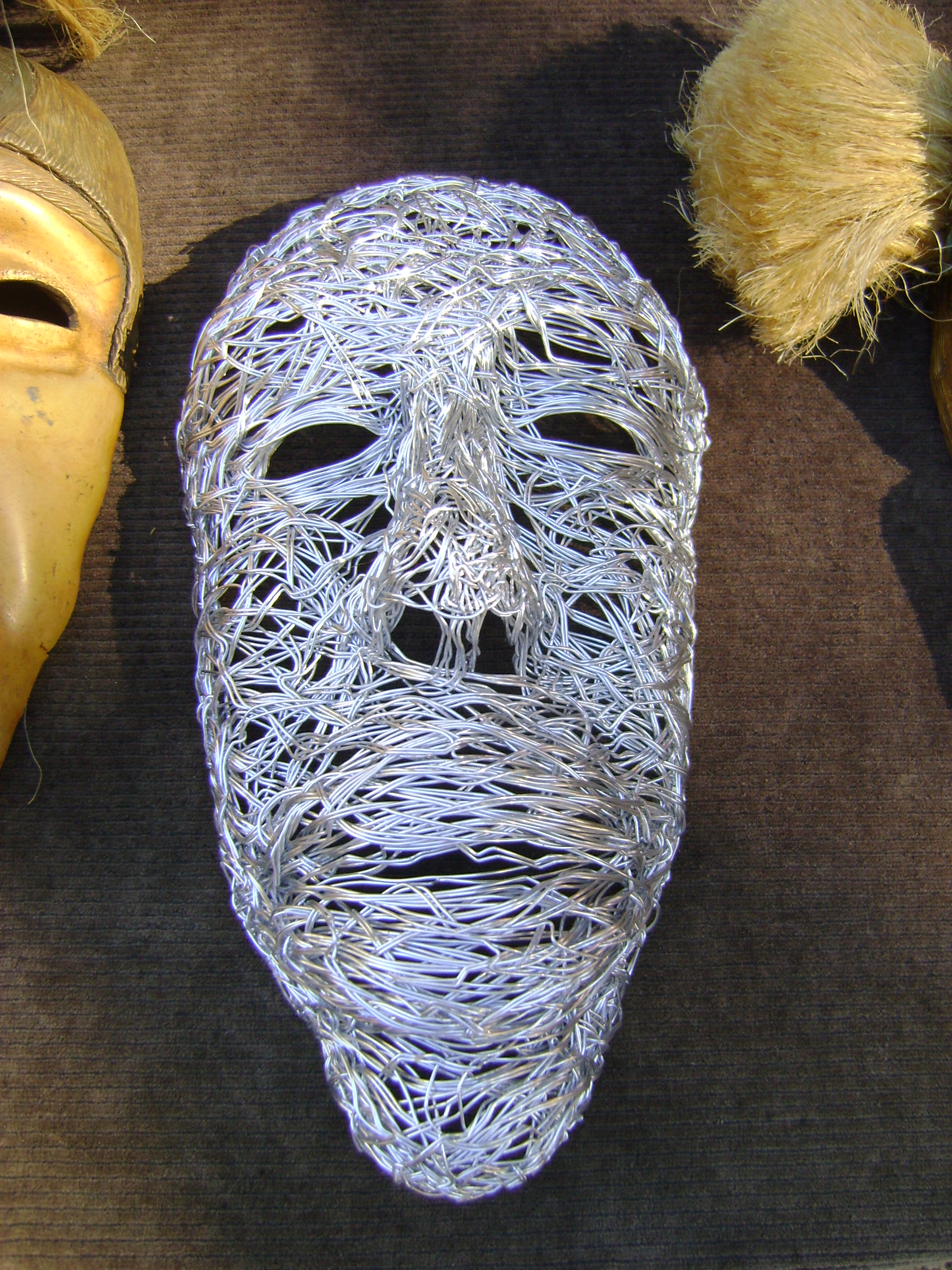
Máscara confeccionada por artesão local
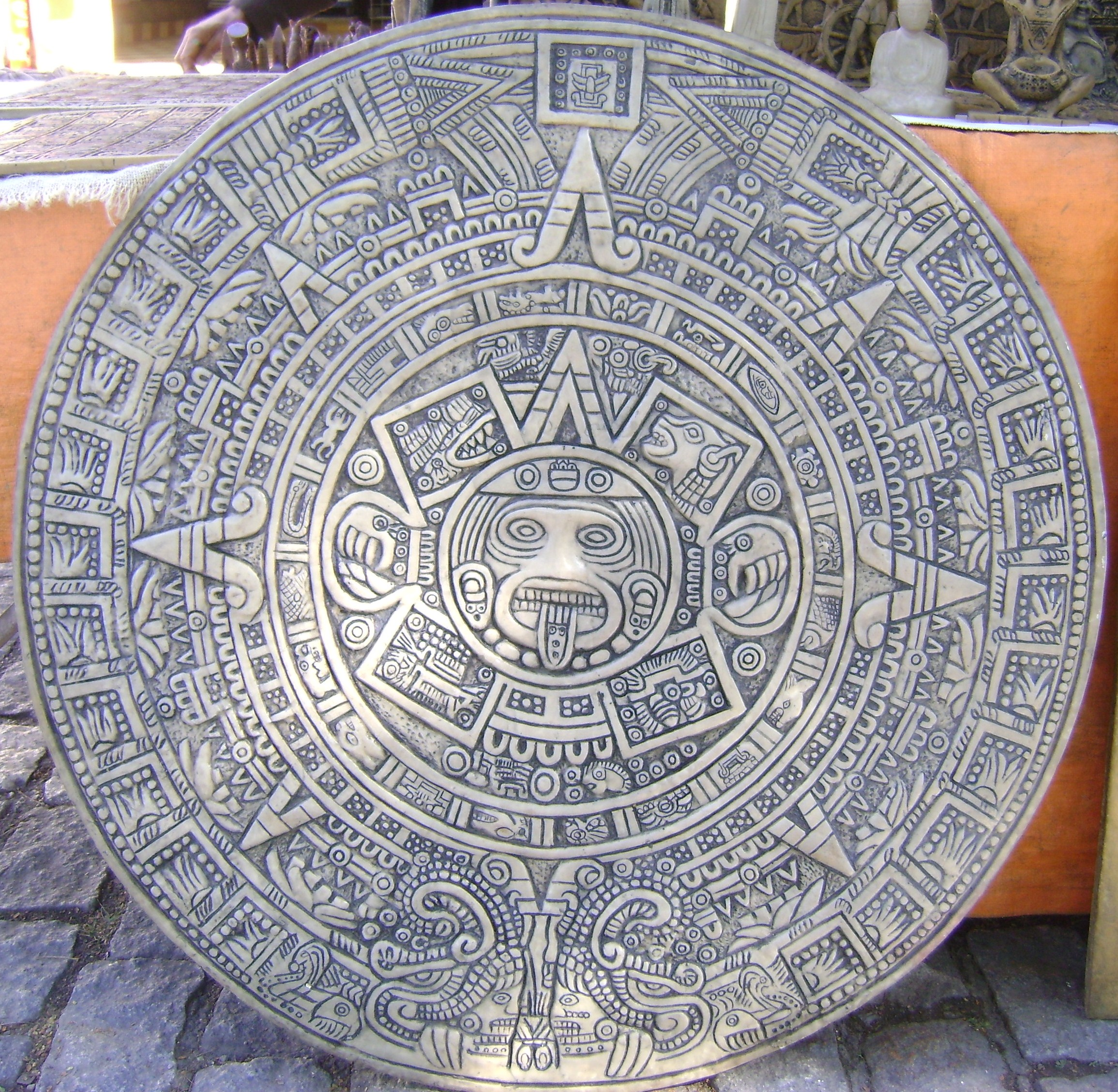
Artesanato representando o calendário asteca
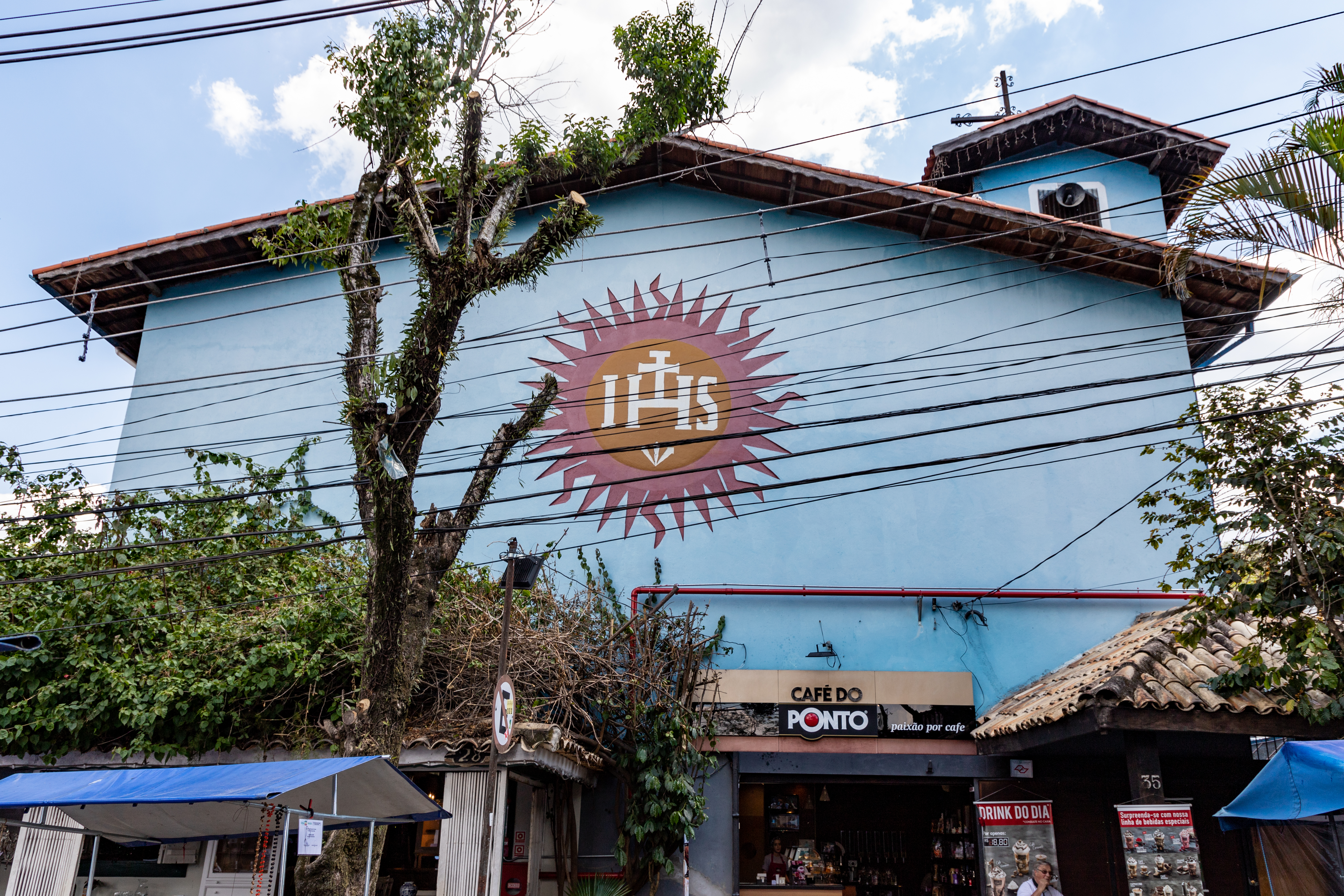
Atual Igreja Matriz de Nossa Senhora do Rosário.
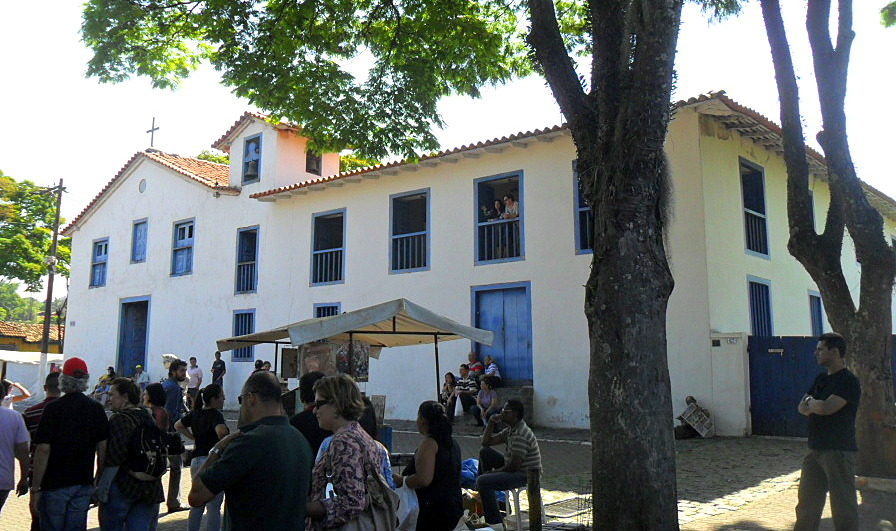
Museu de Arte Sacra dos Jesuítas - Faz parte do complexo da Igreja de Nossa Senhora do Rosário e da Residência Anexa dos Jesuítas.
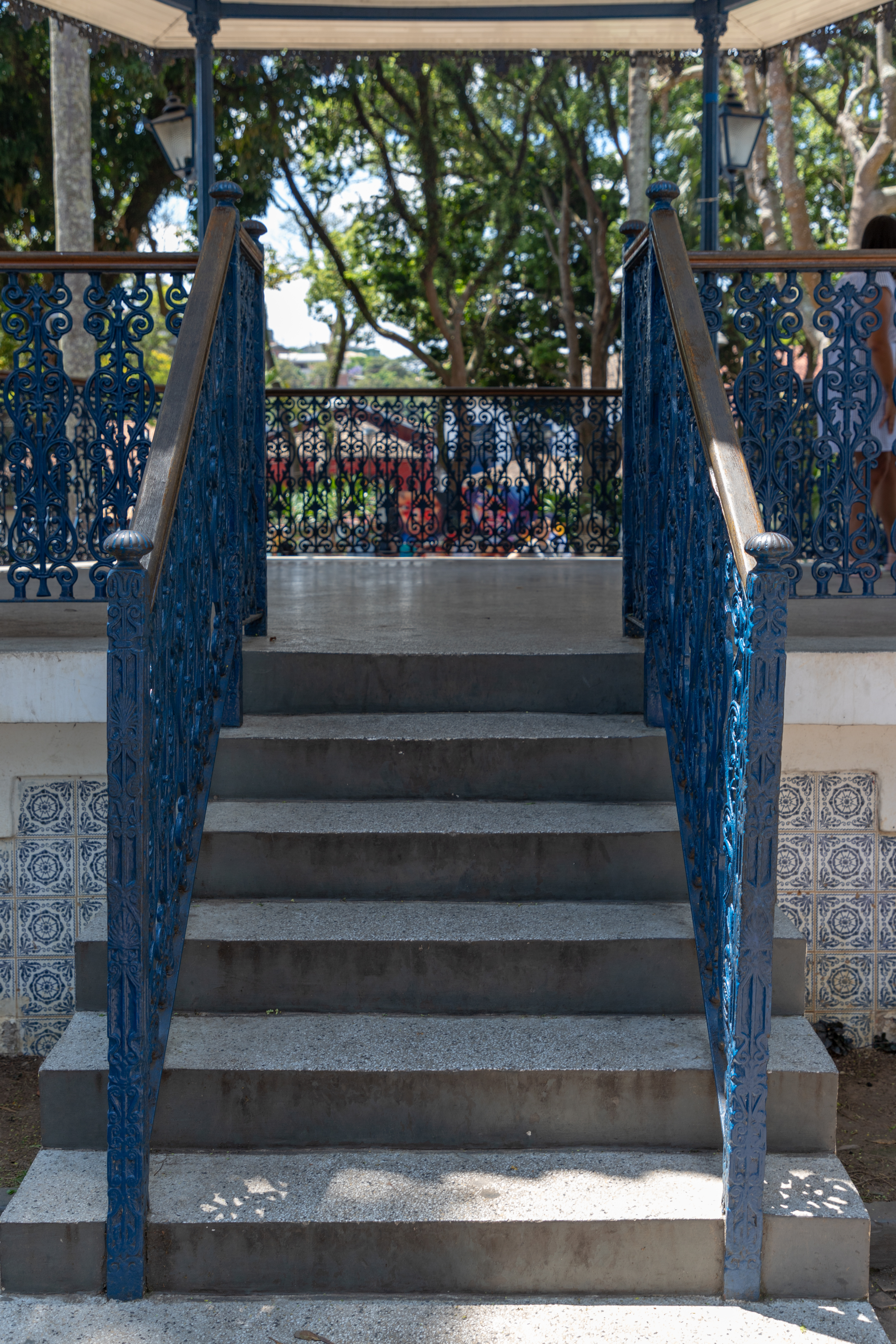
Coreto, localizado no centro da Praça das Artes - Embu das Artes